# One-Man Army Corps
One Man Army Corps (O.M.A.C.) és un personatge de DC Comics creat per Jack Kirby el 1974 i reprès per John Byrne en una minisèrie de quatre parts. En la seva sèrie original, el còmic només va durar vuit números abans de ser cancel·lat. El seu àlter ego és Buddy Blank, un executiu sense èxit. Un satèl·lit artificial el transforma en O.M.A.C. Tal com va concebre Kirby, OMAC és essencialment el Capità Amèrica establert en el futur, idea amb la que Kirby havia jugat uns anys abans a Marvel Comics, però mai no s'havia realitzat.

## O.M.A.C. vol.1
Situat en un futur proper ("The World That's Coming" (El món que ve)), OMAC és un executiu d'una empresa corporativa anomenat Buddy Blank, que es canvia mitjançant una "operació hormonal per ordinador que es fa mitjançant control remot" per un satèl·lit d'intel·ligència artificial anomenat "Brother Eye" a la super-powered One-Man Army Corps (OMAC).
OMAC treballa per a l'agència Global Peace Agency (Agència de Pau Global) (GPA), un grup de persones sense rostre que vigila tot el món mitjançant armes pacifistes. L'equilibri mundial és massa inestable per a exèrcits grans, per la qual cosa OMAC s'utilitza com a principal agent d'aplicació de camp de la GPA. El personatge utilitza inicialment les seves habilitats per salvar una companya de feina a la fàbrica Pseudo-People (fabricants d'androides inicialment destinats com a companys, però després desenvolupats com a assassins). El company de feina es revela en realitat com una bomba i Blank es queda empleat pel GPA, sacrificant la seva identitat en la seva guerra implacable, amb els seus pares falsos com el seu únic consol i companys.
La sèrie original OMAC va acabar en el seu vuitè número (data de portada novembre-desembre de 1975), cancel·lat abans que el darrer arc argumental es pogués completar, i Kirby va escriure un final abrupte per a la sèrie.

## Aparicions posteriors
A Kamandi #50, per altres autors, OMAC queda lligat com personatge de fons i és mostrat com l'avi de Kamandi.
Una sèrie secundària d' "OMAC" per Jim Starlin va començar al número 59 (data de portada setembre-octubre de 1978), però Kamandi es va cancel·lar després de la seva primera aparició. La història es va imprimir més tard a The Warlord, i va donar lloc a una nova sèrie secundària d'OMAC en aquest títol (núm. 37-39, 42-47). OMAC va aparèixer amb Superman a DC Comics Presents # 61.

## O.M.A.C. (sèrie limitada)
El 1991,  OMAC  es va presentar en forma de sèrie limitada de quatre números en format prestigi per l'escriptor/artista John Byrne que lligava caps de les sèries anteriors. Byrne més tard va reutilitzar OMAC a Superman & Batman: Generations 3, una sèrie limitada pertanyent a Elseworlds.